# Saltsjöbadens köping
Saltsjöbadens köping var en tidigare kommun (köping) i Stockholms län.

## Administrativ historik
Den 1 januari 1909 (enligt beslut den 22 maj 1908) utbröts vissa delar av hemmanen Neglinge nr 1, 2 och 3 samt Skogsö i Nacka socken och Nacka landskommun i Svartlösa härad ut ur landskommunen för att bilda en köping, benämnd Saltsjöbaden. Den nya köpingen hade 2 111 invånare den 31 december 1909.
1 januari 1950 (enligt beslut den 25 februari 1949) överfördes till köpingen från Tyresö landskommun fastigheterna Aljö n:r 1 och 2 (omfattande Älgö) samt Gåsön nummer 1, omfattande en areal av 3,01 km², varav allt land, och med 81 invånare.
Den 1 januari 1971 upphörde köpingen då den uppgick i den nybildade Nacka kommun.

### Judiciell tillhörighet
I judiciellt hänseende tillhörde köpingen Södertörns domsaga; till 1916 i Svartlösa tingslag, till 1930 i Svartlösa och Öknebo tingslag och från 1930 i Södertörns domsagas tingslag.

### Kyrklig tillhörighet
Köpingen hörde i kyrkligt hänseende först till Nacka församling. Den 1 maj 1913 (enligt beslut den 4 april 1913) utbröts köpingens område ur Nacka församling för att bilda Saltsjöbadens församling.

## Köpingsvapen
Blasonering: I fält av silver en svart treudd, omslingrad av en störtande röd fisk med beväring av guld, därest sådan skall komma till användning.
Vapnet fastställdes för köpingen 1944 och förlorade sin giltighet när den upplöstes. Vapnet används ännu av företag och privatpersoner, till exempel som bildekaler.

## Geografi
Saltsjöbadens köping omfattade den 1 januari 1911 en areal av 8,90 km², varav 8,40 km² land, och den 1 januari 1952 en areal av 11,91 km², varav 11,41 km² land. Efter nymätningar och arealberäkningar färdiga den 1 januari 1955 omfattade köpingen den 1 januari 1961 en areal av 12,50 km², varav 12,00 km² land.

### Tätorter i köpingen 1960
I Saltsjöbadens köping fanns tätorten Saltsjöbaden, som hade 5 302 invånare den 1 november 1960. Tätortsgraden i köpingen var då 100,0 procent.

## Befolkningsutveckling
| Befolkningsutvecklingen i Saltsjöbadens köping 1910–1970 | Befolkningsutvecklingen i Saltsjöbadens köping 1910–1970 | Befolkningsutvecklingen i Saltsjöbadens köping 1910–1970 | Befolkningsutvecklingen i Saltsjöbadens köping 1910–1970 | Befolkningsutvecklingen i Saltsjöbadens köping 1910–1970 |
| --- | -------------------------------------------------------- | -------------------------------------------------------- | -------------------------------------------------------- | -------------------------------------------------------- |
| |                                                          |                                                          |                                                          |                                                          |
| År |                                                          |                                                          | Folkmängd                                                |                                                          |
| 1910 | 1910                                                     |                                                          | 2 286                                                    |                                                          |
| 1915 | 1915                                                     |                                                          | 2 597                                                    |                                                          |
| 1920 | 1920                                                     |                                                          | 2 882                                                    |                                                          |
| 1925 | 1925                                                     |                                                          | 3 126                                                    |                                                          |
| 1930 | 1930                                                     |                                                          | 3 225                                                    |                                                          |
| 1935 | 1935                                                     |                                                          | 3 304                                                    |                                                          |
| 1940 | 1940                                                     |                                                          | 3 391                                                    |                                                          |
| 1945 | 1945                                                     |                                                          | 3 750                                                    |                                                          |
| 1950 | 1950                                                     |                                                          | 4 579                                                    |                                                          |
| 1955 | 1955                                                     |                                                          | 5 041                                                    |                                                          |
| 1960 | 1960                                                     |                                                          | 5 302                                                    |                                                          |
| 1965 | 1965                                                     |                                                          | 6 242                                                    |                                                          |
| 1970 | 1970                                                     |                                                          | 7 061                                                    |                                                          |
| Anm: För åren 1915 och 1925: kyrkobokförd befolkning den 31 december enligt administrativa indelningen den 1 januari följande år. För åren 1910, 1920 samt 1930-1945: befolkning enligt folkräkning 31 december enligt den administrativa indelningen den 1 januari följande år. 1950 avser befolkning enligt folkräkning den 31 december enligt den administrativa indelningen den 1 januari 1952. 1955 avser den kyrkobokförda befolkningen den 31 december enligt den administrativa indelningen den 1 januari följande år. 1960 & 1965 avser befolkning enligt folkräkning den 1 november enligt den administrativa indelningen den 1 januari följande år. 1970 avser befolkning enligt folkräkning den 1 november 1970 i det område som köpingen omfattade när den upplöstes 1 januari 1971. |                                                          |                                                          |                                                          |                                                          |

## Politik

### Mandatfördelning i valen 1938-1966
| 11 |  | 4 | 9 |

| 24 |

|  | 11 | 3 | 10 |

| 23 |

|  | 11 |  | 4 | 8 |

| 22 |

| 10 | 7 | 8 |

| 22 |

| 10 | 6 | 9 |

| 23 |

| 9 | 4 | 12 |

| 22 |

| 9 | 6 | 10 |

| 21 | 4 |

| 8 | 6 | 11 |

| 17 | 8 |